# Luc Steels
 (décembre 2021).
Luc Steels, né en 1952, est un scientifique et un artiste belge.
Il est considéré comme un pionnier[Par qui ?] de l'intelligence artificielle en Europe qui a apporté d'importantes contributions aux systèmes experts, à la robotique basée sur des modèles de comportement, à la vie artificielle et à la linguistique computationnelle évolutive,.

## Biographie
Il est membre de l'Institut catalan de recherche et d'études avancées ICREA et professeur de recherche à l'Institut de biologie évolutive (UPF/CSIC) de Barcelone. Il était auparavant directeur fondateur du Laboratoire d'intelligence artificielle de la Vrije Universiteit Brussel et directeur fondateur du Sony Computer Science Laboratory à Paris,,. Comme affirmé par  le chercheur Remi Van Trijp , alors que la majorité des travaux en IA tentent de formaliser l'intelligence humaine axiomatiquement ou avec des approches statistiques, Luc Steels et ses collaborateurs du Laboratoire d'intelligence artificielle (VUB, Bruxelles) ont focalisé leur attention sur la manière dont l’intelligence peut émerger et évoluer dans une communauté d'agents capables de développer des langages et des heuristiques en «interagissant de manière autonome les uns avec les autres, avec leur environnement et avec les humains».

Luc Steels a également été actif dans le domaine des arts. Il a collaboré avec des nombreux artistes visuels,, directeurs de théâtre et compose de la musique pour l'opéra.